# Битва у горы Сарху
Битва у горы Сарху (кит. трад. 薩爾滸之戰, пиньинь Sàěrhǔ zhī zhàn) — произошедшая в 1619 году серия сражений между войсками китайской империи Мин и войсками чжурчжэньского государства Поздняя Цзинь.

## Предыстория
Объединяя чжурчжэней, Нурхаци захватывал одно за другим их племена и включал их в качестве «знамён» в свою армию. В 1616 году правители племени ехэ из Хулуньского объединения обратились за помощью против Нурхаци к империи Мин. Китайцы выслали против Нурхаци тысячу солдат с огнестрельным оружием, и прислали ему письмо с требованием прекратить войну с ехэ. В ответ в 1618 году Нурхаци во всеуслышанье объявил о своих давних и кровных обидах от китайцев (см. Семь больших обид), и закончил свою речь словами:
Ныне Китай, увлечённый пристрастием к ехэ, сам идёт против истины и справедливости, и я не в силах более переносить кровных обид. Иду мстить империи оружием!
Весной 1619 года армия империи Мин выступила на столицу Нурхаци — город Синцзин. 200-тысячное китайское войско, разделившись на четыре армии, шло четырьмя дорогами. В маньчжурском войске было лишь 20 тысяч человек. Чтобы выстоять — нужно было разбить минские армии поодиночке. На руку чжурчжэням играло соперничество между китайскими командующими.

## Бой у реки Хуньхэ
Командующий средним минским корпусом Ду Сун пытался опередить остальные армии, чтобы присвоить себе честь победителя. При переправе через реку Хуньхэ большая часть его воинов погибла, выжившие были перебиты чжурчжэнями, погиб и сам Ду Сун.

## Бой у горы Сарху
Командующий северной группой войск генерал Ма Лин, услышав о гибели Ду Суна, остановился и построил укреплённый лагерь у горы Сарху. Лагерь был обнесён тройным валом, за которым были установлены пушки; в паре-тройке километров от главного лагеря расположились два 10-тысячных отряда под командованием генералов Пан Цзиняня и Гун Няньсуя.
Нурхаци приказал тысяче отборных кавалеристов под командованием его сына Абахая атаковать лагерь Гун Няньсуя. Когда конники Абахая ворвались в лагерь, за ними в пролом вошла пехота. Тем временем Нурхаци перешёл в атаку на главный лагерь, но войско Ма Лина вышло ему навстречу и начало теснить маньчжуров. В критический момент боя другой сын Нурхаци — Дайшань — схватил знамя, увлёк за собой конницу и, сходу атаковав китайский строй, прорубился сквозь него и вышел в тыл противнику. Китайская армия была разгромлена.

## Отступление третьей минской армии
Командующий третьей армией Ли Жубо, не принимая боя, вернулся в пределы Китая.

## Судьба четвёртой минской армии
Четвёртая минская армия под командованием Лю Тина сумела подойти к столице Нурхаци очень близко, но когда оставалось всего 25 км пути, чжурчжэньский лазутчик, выдавший себя за гонца Ду Суна, сообщил, что якобы Ду Сун уже разбил Нурхаци и сейчас возьмёт столицу. Чтобы перехватить славу победителя чжурчжэней, Лю Тин бросил свою армию вперёд, бросая обозы и отстающих. Конница Абахая ударила по Лю Тину с фронта, а солдаты Дайшаня, переодетые в китайскую форму, атаковали с тыла, в результате чего минская армия была полностью разгромлена.

## Итоги и последствия
Поражение китайских армий решило судьбу племени ехэ, которое покорилось Нурхаци. Кроме того, империей Мин был потерян город Кайюань — главный опорный пункт в южной Маньчжурии. Вскоре после этого Нурхаци захватил Шэньян и Ляоян и перенёс в Шэньян свою столицу.